# Aida (tkanina)

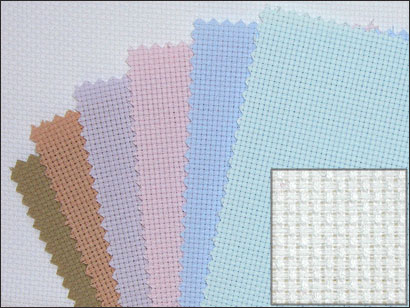
Aida, podkladová tkanina pro vyšívání

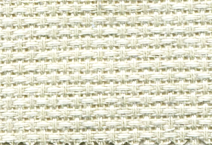
Vzorek bavlněné aidy z roku 1933

Aida je bavlnářská tkanina ve vazbě nepravé perlinky. Vazba vzniká kombinací hustých osnovních a útkových nití různé tloušťky s mezerami po každé čtvrté niti.Tkanina je opatřena tužicí apreturou a používá se jako podklad pro ruční vyšívání.
Název Aida pro tento druh tkanin začala jako první používat v roce 1890 německá firma Zweigart.
- Podle jiné definice (viz např. Talavášek) se jedná o dutinnou tkaninu se vzorem vzniklým propojováním lícní a rubní vrstvy zboží.[3] Použití: převážně na ubrusy
- Třetí definice (viz např. Meyer zur Capelen) označuje aidu jako druh perlinkové vazby používané v porézních, lehkých tkaninách na šatovky, košilovinu a dekorační látky.[4] Tato tkanina se někdy prodává také pod souhrnným označením ažur.